# Saint Seiya
Saint Seiya (聖闘士星矢, Seinto Seiya), és un manga i que posteriorment ha estat adaptat a diversos animes.

## Naixement de la sèrie
L'any 1986, la ment ardent de Masami Kurumada, semidesconegut autor japonès, va concebre la idea de Saint Seiya (Els cavallers del Zodíac), manga de combat de forta connotació mitològica, després publicat en el mensual japonès Shonen Jump. L'èxit és immediat i clamorós, també gràcies a l'anime, a càrrec del mag del disseny de personatges Shingo Araki, la sèrie es transforma aviat en un autèntic i veritable fenomen, l'enorme dimensió del qual és apreciable no tan sols al Japó, sinó en tot el món. Saint Seiya s'interromp en 1991 amb una producció de més de cinc mil pàgines en el seu actiu. A Itàlia, però més aviat a Europa en general, la fama i l'èxit de la sèrie animada han enfosquit el nom de Kurumada. De fet, fins a 1993 Granata Press decideix publicar l'obra de l'autor japonès, labor que encara es veu afectada per una traducció simplista i aproximada, l'esperit de la qual està molt lluny de l'original. Més fidel, encara que una mica tardana, és la curada edició de la Star Comics, que ha mantingut el format original publicant l'obra, des de juny del 2000, en el mensual Shot.

## Argument
Molt temps enrere, la deessa Atena comptava amb el servei d'uns lluitadors anomenats els «Sants», els quals tenien el poder dels Cosmos en el seu interior. En l'actualitat un noi anomenat Seiya s'ha entrenat per convertir-se en un d'aquests cavallers i aconseguir l'armadura de Pegàs. Al llarg de la història, se li uniran altres cavallers portadors d'armadura per lluitar pel bé d'Atena.

## Enemics
La trama de Saint Seiya es desenvolupa per mitjà de tres sagues, articulades al seu torn en àmplies subtrames. Cadascuna d'aquestes seccions té un antagonista divers, que sovint s'envolta d'una multitud de cavallers, no necessàriament "dolents". En un inici de la sèrie, el dolent sembla Ikki (ajudat pels seus Black Saints), però aviat el Gran Sacerdot assumeix el paper d'enemic principal, llançant els seus cavallers de plata i d'or contra els cinc protectors d'Atenea. Tot seguit, amb l'evolució de la sèrie, l'amenaça estarà representada pel déu Neptú, emperador dels mars, i després per Hades, déu dels inferns.